# Hrašné
Hrašné (maďarsky Rásnyahegy) je obec na západě Slovenska v okrese Myjava. Žije zde 481 obyvatel. Vznikla 20. března 1955 vyčleněním od obce Kostolné. V den svého vzniku v ní žilo 986 obyvatel.

## Poloha a charakteristika
Obec leží v severovýchodní části Myjavské pahorkatiny, 5 km od města Stará Turá. Nepředstavuje jeden monolitní celek soustavně zastavěné plochy. Osídlení je v plném slova smyslu kopaničářského charakteru. Jednotlivé kopanice, osady a samoty jsou roztroušeny po celém obvodu katastru obce.
Celá obec měla 13 lokálních osídlení pojmenovaných povětšinou podle obyvatel, jejichž jména se často vyskytovaly s názvy: Hodulov vrch, Polákov vrch, Žadovec, U Rumankov, U Taranov, U Václavkov, Bánov, U Biesov, U Zábojníkov, U Vravišov, U Štefíkov, U Tomišov a U Malkov. Některé názvy z důvodu zániku osídlení zanikly, jiné se zachovaly dodnes. Nosí se zde varianta západoslovenského typu lidového kroje, tzv. myjavský kroj.
Protékají zde potoky Rudník a Kostolník.